# Ventura County

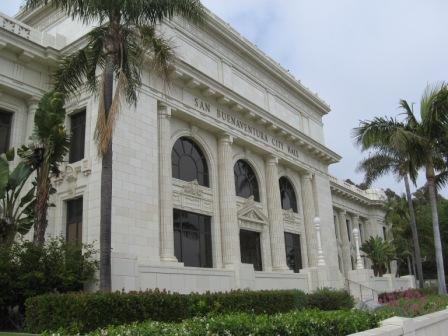
Ventura County Courthouse

Ventura County is een county in Californië in de VS. Het werd gevormd in 1872 en bestond uit delen van Santa Barbara County.
Het werd genoemd naar een missiehuis dat gebouwd werd in 1782 en genoemd werd naar 'Sint Bonaventure': San Buenaventura. Het woord "Buenaventura" is een samenstelling van twee Spaanse woorden: "buena" wat goed betekent, en "ventura" wat fortuin betekent. De stad die ontstond rond het missiehuis draagt dezelfde naam maar is gekend als Ventura.

## Geografie
De county heeft een totale oppervlakte van 5719 km² waarvan 4779 km² land is en 940 km² of 16.43% water is.

### Aangrenzende county's
- Santa Barbara County - westen
- Kern County - noorden
- Los Angeles County - oosten

### Steden en dorpen
| - Bardsdale - Bell Canyon - Casa Conejo - Channel Islands Beach - Camarillo - El Rio - Faria Beach - Fillmore - La Conchita - Meiners Oaks - Mira Monte - Moorpark - Newbury Park | - Oak Park - Oak View - Ojai - Oxnard - Point Mugu - Piru - Port Hueneme - Santa Paula - Simi Valley - Saticoy - Somis - Thousand Oaks - Ventura (San Buenaventura) |